# Macerata Feltria
Macerata Feltria là một đô thị ở tỉnh Pesaro và Urbino trong vùng Marche, nằm cách 90 km về phía tây của Ancona và khoảng 40 km về phía tây nam của Pesaro.

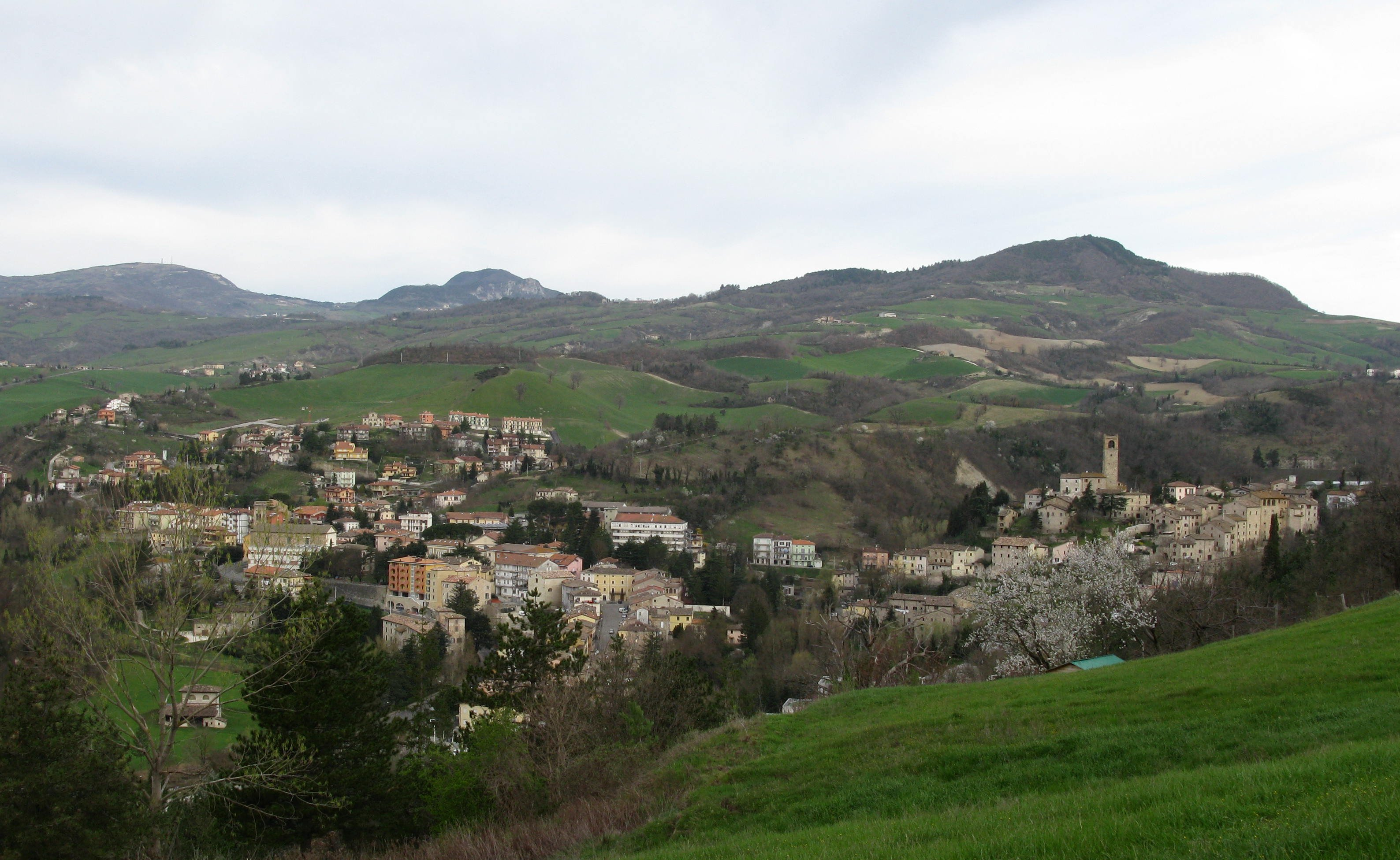
Macerata Feltria

Macerata Feltria giáp các đô thị sau: Lunano, Monte Cerignone, Montecopiolo, Monte Grimano, Piandimeleto, Pietrarubbia, Sassocorvaro.